# جان گرین (بازیکن فوتبال، زاده ۱۹۵۸)
جان گرین (انگلیسی: John Green؛ زادهٔ ۷ مارس ۱۹۵۸) بازیکن فوتبال اهل بریتانیا است.
از باشگاه‌هایی که در آن بازی کرده‌است می‌توان به باشگاه فوتبال دارلینگتون، باشگاه فوتبال اسکانتورپ یونایتد، و باشگاه فوتبال روترهام یونایتد اشاره کرد.